# Pilea variegata
Pilea variegata är en nässelväxtart som beskrevs av Spreng. och Berthold Carl Seemann. Pilea variegata ingår i släktet pileor, och familjen nässelväxter. Inga underarter finns listade i Catalogue of Life.